# Michele Steno

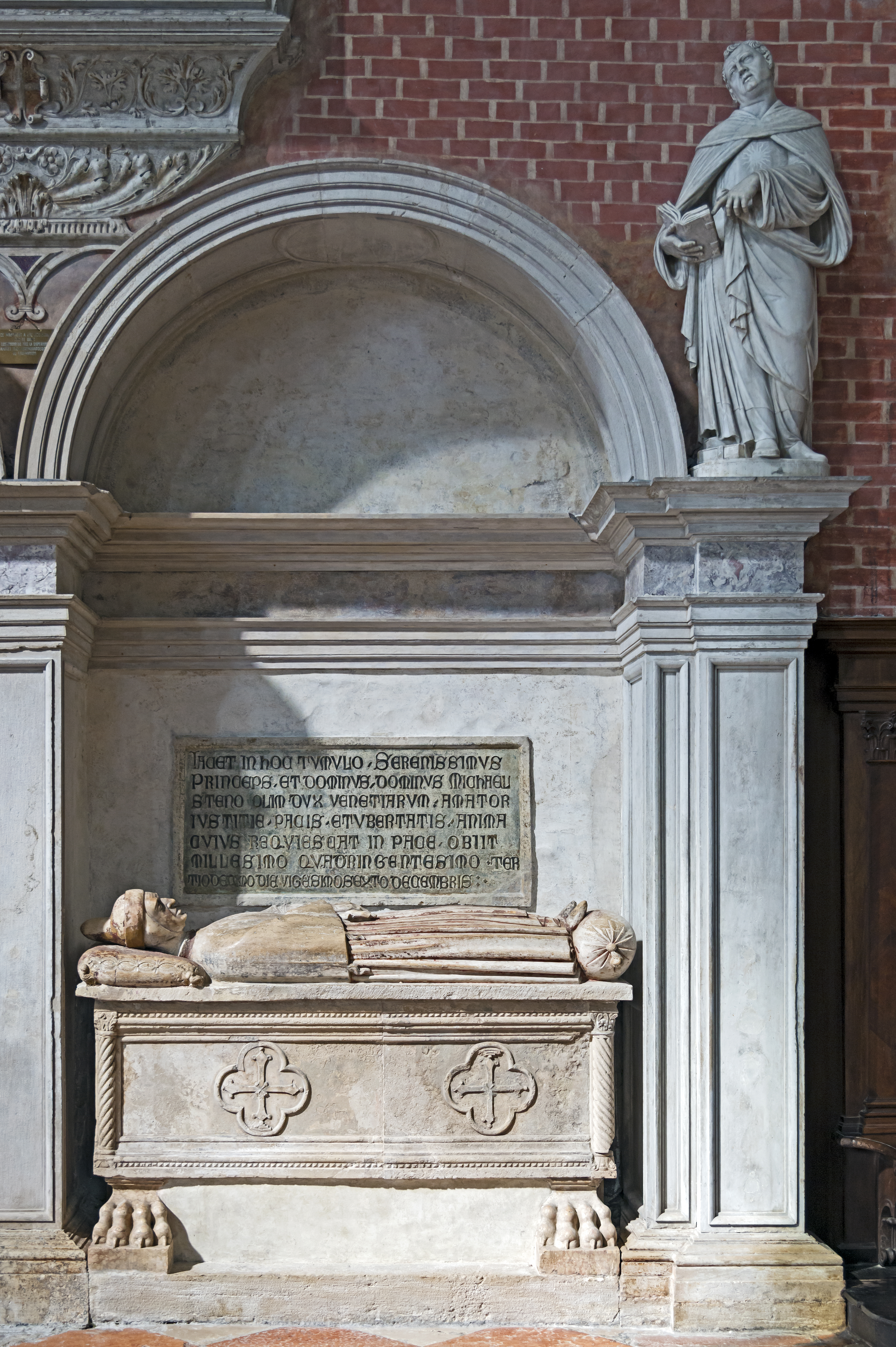
Jego grób w Wenecji.

Michele Steno (ur. 1331 – zm. 26 grudnia 1413) – doża Wenecji od 7 stycznia 1400.
W 1412 roku wysłał do Władysława Jagiełły poselstwo proponujące mu sojusz w walce z królem Węgier Zygmuntem Luksemburskim.